# Логограм
Логограм или логограф је графема која представља цијелу ријеч или морфему (најмању јединицу језика која има своје значење).
Логограми су познатији као идеограми или хијероглифи, мада идеограми чешће представљају цијелу идеју, а не само ријеч или морфему.
Како су логограми визуелни симболи који представљају ријечи, а не гласове, њихов изговор је теже запамтити у поређењу са алфабетски записаним ријечима, али се њихово значење лакше памти или препознаје. Логограми су карактеристични и по томе што један логограм може да користи више језика за представљање истог значења.
Најпознатији логограм је амперсанд, који у већини језика представља везник „и“.